# بیلی واکر (نوازنده)
بیلی واکر (انگلیسی: Billy Walker؛ ۱۴ ژانویهٔ ۱۹۲۹ – ۲۱ مهٔ ۲۰۰۶) یک موسیقی‌دان اهل ایالات متحده آمریکا بود.